# Aarr
Aarr este o comună din regiunea Guidimakha, Mauritania, cu o populație de 12.232 locuitori.